# Woof
Woof é o segundo single do rapper Snoop Dogg para o seu terceiro álbum de estúdio Da Game Is to Be Sold, Not to Be Told, a canção conta com a participação dos rappers Fiend e Mystikal e foi produzida por Master P.

## Lista de faixas
1. "Woof" (Versão do álbum) - 4:24
2. "Woof" (Instrumental) - 4:31
3. "It's All on a Hoe" (Faixa bonus) - 5:44

## Desempenho nas paradas
| Paradas (1998/99)                            | Melhor posição |
| -------------------------------------------- | -------------- |
| Estados Unidos (Billboard Hot 100)           | 62             |
| Estados Unidos (Billboard R&B/Hip-Hop Songs) | 31             |
| Estados Unidos (Billboard Hot Rap Songs)     | 3              |

### Tabelas de fim de ano
| Paradas (1999)                       | Melhor posição |
| ------------------------------------ | -------------- |
| Estados Unidos (Billboard Rap Songs) | 15             |